# Hans-Hermann Karl Engel
Hans-Hermann Karl Engel (* 15. Oktober 1936 in Dramburg, Provinz Pommern) ist ein deutscher Unternehmer und Netzmacher. Er wurde als Entwickler moderner Hochseefischerei-Methoden und Fanggeräte und vor allem durch die Weiterentwicklung des pelagischen Schleppnetzes bekannt.

## Leben
Engel ist der Sohn des Binnenfischermeisters Hermann Conrad Otto Engel und seiner Frau Hildegard Betty Anny Engel, geb. Frank. Nach 1947 flüchtete die Familie von Waren, Müritz, Mecklenburg, in den Westen. Engel ging in Glückstadt an der Elbe in die Schule. 1954 begann er eine Lehre als Netzmacher im elterlichen Betrieb, den sein Vater 1951 am Kieler Seefischmarkt gegründet hatte. Nebenbei besuchte er das Abendgymnasium und machte dort seinen Schulabschluss. 1961 beauftragte die Deutsche Förderungsgesellschaft für Entwicklungsländer, später in der Deutschen Gesellschaft für Technische Zusammenarbeit aufgegangen, über die Bundesforschungsanstalt für Fischerei (Hamburg) ein Team von Fischerei-Experten, die Fischerei Thailands in eine moderne Hochseefischerei zu überführen. Engel gehörte dem Team von 1961 bis 1964 an und lebte in dieser Zeit am Golf von Thailand. 1972 übernahmen er und sein Bruder Manfred den 1969 von Kiel nach Bremerhaven umgesiedelten Betrieb Hermann Engel & Co Netzfabrikation GmbH als geschäftsführende Gesellschafter von ihrem Vater. 2010 schied er nach Übergabe des Betriebs an Manfred Engels Söhne Michael und Markus Engel aus.
Von 1979 bis 2008 war Engel ehrenamtlicher Schöffe und Laienrichter am Arbeitsgericht Bremerhaven.

## Leistungen
Engel entwickelte in Zusammenarbeit mit der Bundesforschungsanstalt für Fischerei das pelagische Schleppnetz, d. h. ein Einschiff-Schleppnetz, das in der Schlepphöhe regulierbar ist und somit gezielt auf Fischvorkommen ausgerichtet werden kann, entscheidend weiter. Engel-Netze wurden zu Forschungszwecken und für die kommerzielle Fischerei in vielen Ländern und Fanggebieten eingesetzt, unter anderem auf den deutschen Fischereiforschungsschiffen Walther Herwig und Anton Dohrn. Hans-Hermann Engel hat  1974 das damals größte pelagische Schleppnetz der Welt konstruiert (51 m hoch, 73 m breit, 280 m lang) und für die Bremerhavener Hanseatische Hochseefischerei, einem Betreiber von Fangfabrikschiffen, gebaut.
Der Begriff Engel-Netz wurde von Robert Dluhy in seinem Standardwerk Schiffstechnisches Wörterbuch als Synonym für pelagische Schleppnetze übernommen. Die kanadische Regierung verwendet den Begriff engel trawl zur Definition von hochöffnenden Schleppnetzen.

## Ehrungen
In Anerkennung seiner Verdienste um die Entwicklung Thailands wurde Engel 1972 vom thailändischen König Bhumibol Adulyadej als Ritter in den Most Noble Order of the Crown of Thailand berufen und mit dem entsprechenden Orden der 5th Class ausgezeichnet.